# Autoroute surélevée

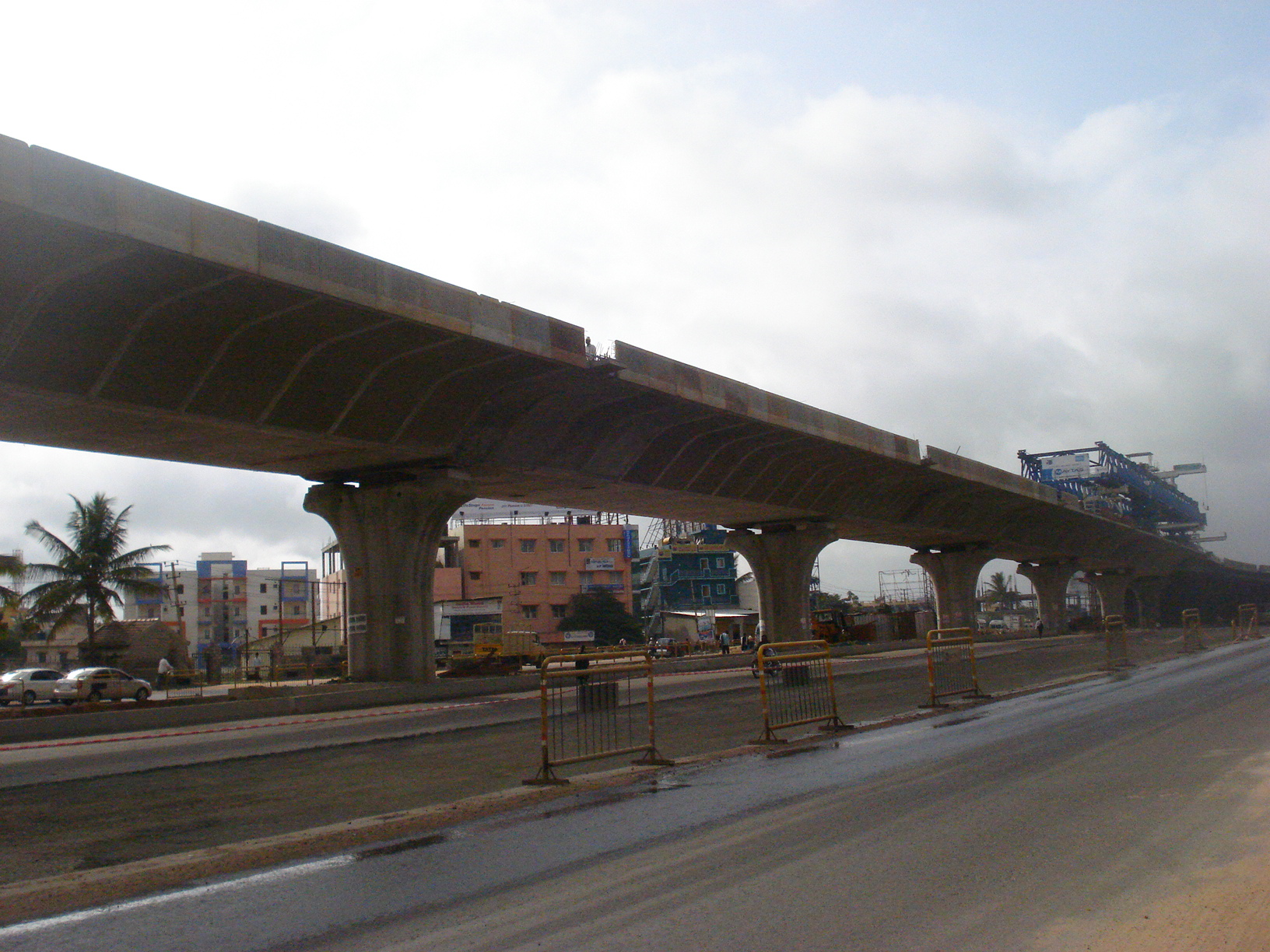
Autoroute surélevée à Bangalore, Inde

Une autoroute surélevée est une route à accès réglementé située au-dessus du sol sur toute sa longueur. Cette surélévation est le plus souvent assurée par de longs viaducs ; techniquement, ces autoroutes sont d'ailleurs des ponts. Ce type d'autoroute est fréquemment rencontré en Amérique du Nord et en Asie du Sud et de l'Est.

## Objectif de la surélévation
Les autoroutes surélevées sont plus chères à construire que les autoroutes classiques, et sont ainsi seulement utilisées face à une série de facteurs empêchant la construction d'une route au niveau du sol :
- le contrôle de l'accès à la route n'est pas possible, par exemple face à de nombreux croisements à niveau dont la déviation serait coûteuse ou techniquement difficile.
- le terrain n'est pas favorable à l'écoulement optimal du trafic, par exemple une zone escarpée
- le budget nécessaire pour éliminer les constructions se trouvant sur le tracé de l'autoroute est trop élevé, à cause des coûts d'acquisition et de démolition, ou de facteurs environnementaux, par exemple :
  - le passage à travers une zone urbaine qui peut entrainer de nombreuses difficultés judiciaires liées aux expropriations
  - des collines qu'il serait trop dispendieux de niveler ou de percer d'un tunnel
  - la présence de zones humides protégées où les fondations et le revêtement de la route causeraient des dommages inacceptables à l'environnement, et où la construction entrainerait des litiges longs et coûteux avec les associations écologistes
- la présence abondante de piétons ou de faune sauvage pose un problème de sécurisation de la route au niveau du sol.

## Alternatives
Les alternatives à une autoroute surélevée sont :
- Une voie express à accès non règlementé, mais celles-ci rencontrent fréquemment des problèmes d'engorgement et de dangerosité
- Une autoroute à accès règlementé présentant certains des problèmes listés précédemment, mais restant toutefois moins chère qu'une autoroute surélevée
- Les tunnels, qui possèdent les mêmes avantages que les autoroutes surélevées, mais sont plus chers à construire. D'autres avantages spécifiques aux tunnels sont leur non-occupation de terres potentiellement constructibles, des nuisances liées à la pollution moindres, des dommages limités à long terme sur l'environnement, et l'élimination des flaques et autres eaux de surface dangereuses pour les automobilistes.
- Les tranchées ouvertes, d'une maintenance moins coûteuse, mais souvent plus chères à construire.

## Historique

### Des précédents ferroviaires
Les premières techniques de surélévation autoroutière doivent beaucoup à celles, préexistantes, permettant de surélever des voies de chemin de fer. Les autoroutes surélevées avaient tout d'abord pour but de :
- créer un espace où le trafic automobile serait libre
- prévenir les accidents dans des villes de plus en plus encombrées
- disposer des premières connexions régionales entre des villes proches, dans le cadre des premiers plans de circulation routière

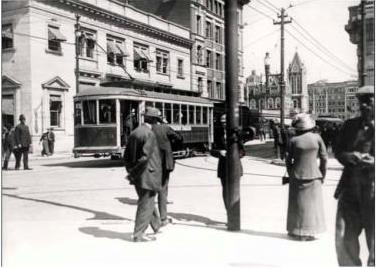
La Onzième Avenue en 1911 près de Scarth Street, on peut voir ici les tramways circulant sur la chaussée

À la fin du XIXe siècle et au début du XXe siècle, les trains et tramways étaient victimes de fréquents accidents dès lors qu'ils traversaient des lieux peuplés. Certaines rues furent même surnommées "death avenue" (avenue de la Mort) , comme la Onzième Avenue de New York. Au-delà des problèmes de sécurité posés, les charrettes et les piétons traversant les voies ferrées ralentissaient le service.
De plus, il devenait difficile de poser de nouveaux rails, car les chantiers de construction de voies perturbaient le trafic. Les rues à angles droits posaient également problème pour le tracé des lignes, les trains requérant des virages à large rayon.
Cette situation conduisit aux premières voies de chemin de fer surélevées à la fin du XIXe siècle. La surélévation des rails permettant une séparation des flux, la plupart des accidents dus aux piétons et aux véhicules ne pouvaient désormais se produire. De plus, les voies pouvaient également franchir des bâtiments préexistants se trouvant sur le tracé. Leur construction était toujours source de perturbations pour le trafic de la rue, mais la mise en place de ces structures ne nécessitait plus de fermer la totalité de la route ou de longs segments de route pour une longue durée. Cependant, la conversion des voies de chemin de fer à niveau vers des voies surélevées ne se mit pas toujours en place, et de nombreuses lignes ont continué de fonctionner au niveau du sol dans les aires urbaines au XXe siècle.

### L'avènement de l'automobile
Le développement de la circulation d'automobiles et de poids-lourds au début du XXe siècle exacerba beaucoup des problèmes de sécurité et d'embouteillages que causaient les voies de chemin de fer – et, de fait, le nombre d'accidents augmenta. La croissance du trafic, s'accompagnant de nouveaux dangers, conduisit dès lors à un besoin de création de routes neuves et sûres à travers les villes.
Durant les années 1920, le trafic de poids-lourds dans les zones industrielles et les entrepôts portuaires était si important que se produisaient régulièrement des embouteillages et des accidents. En 1924, la ville de New York commença à réfléchir à des voies résolvant le problème de la combinaison des camions, des automobiles, des trains et des piétons sur la Onzième Avenue, déjà surnommée Death Avenue avant l'avènement du trafic motorisé. Le maire, le président du quartier de Manhattan, le commissaire de police, l'Autorité Portuaire, la compagnie New York Central Railroad (exploitant la West Side Line dont les voies passaient par la Onzième Avenue) , entre autres, travaillaient à différentes solutions afin d'éliminer les chemins de fer de la chaussée, éludant ainsi les conflits importants conduisant à des blessures, des morts, des dommages sur les véhicules, des embouteillages et des retards sur la ligne. La Miller Highway, nommée d'après son principal commanditaire, le président du quartier de Manhattan Julius Miller, fut construite par sections, premièrement de 1929 à 1937, et devint la première route à accès contrôlé surélevée,. Après une interruption durant la Seconde Guerre Mondiale, des extensions furent bâties de 1947 à 1951, sous le commandement de Robert Moses qui souhaitait connecter cette autoroute à ses autres projets tels que la Henry Hudson Parkway et le Brooklyn-Battery Tunnel,.

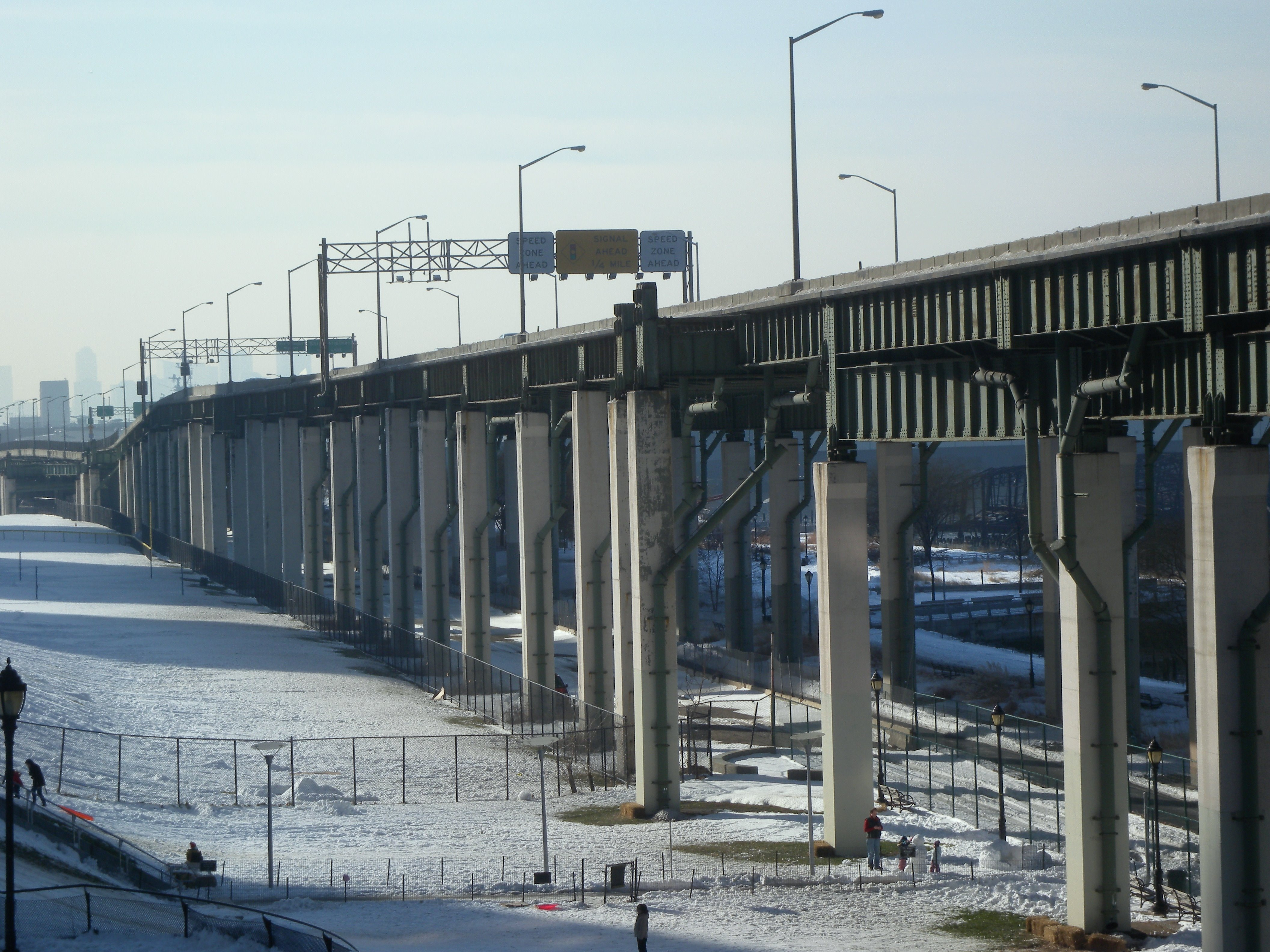
Viaduc de la Miller Highway

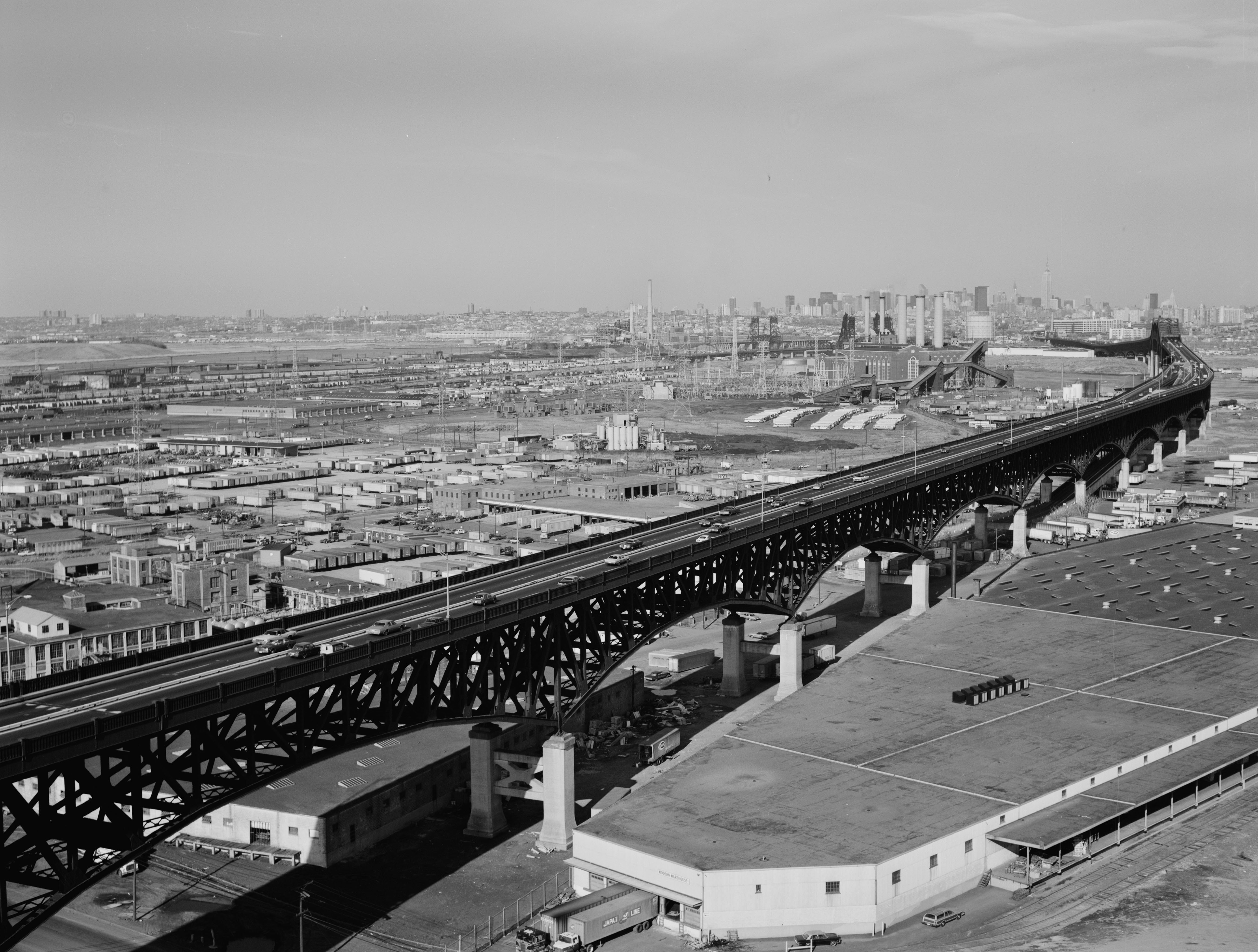
La Pulaski Skyway au-dessus de Kearny

La Miller Highway influença par la suite beaucoup d'autres projets, comme l'artère centrale de Boston ou la Pulaski Skyway, ainsi que la Gowanus Parkway conçue par Robert Moses. Au début du XXe siècle, les officiels des États de New York et du New Jersey réalisèrent que le trafic automobile empruntant les ferrys allait croissant et dépassait les possibilités de ce système. La conception du Holland Tunnel commença en 1919, et il fut construit entre 1922 et 1927. Dès le début du chantier, l'État du New Jersey commença à établir des prévisions de trafic entre le tunnel et les villes voisines. La législature fit passer une loi afin de convertir en voie rapide la Route 1 à travers Newark et Jersey City. Du fait de l'opposition locale à la construction d'une nouvelle autoroute coupant le trafic local, les constructeurs choisirent la solution du viaduc, qui devint ainsi la Pulaski Skyway, conduisant à l'orée de l'entrée du tunnel. Cette autoroute fut ouverte en 1933. Comme la Miller Highway, elle disposait de sorties et de bretelles débouchant sur la voie de gauche, de voies de circulation étroites, et de routes destinées au trafic local situées sous le viaduc,.
La Miller Highway, dont la conception posait certains problèmes, servit d'étude de cas pour tous les projets suivants de construction d'autoroutes surélevées. La technologie du revêtement, l'orientation des sorties, le rayon des courbes, le drainage, la pente des rampes, la recherche de vitesse, la maintenance, la réduction du bruit et de l'effet de "mur" provoqué par l'autoroute et divisant les villes firent l'objet de recherches des années 1940 jusque dans les années 1970, en partie en examinant les défauts de ces premiers essais d'autoroute surélevée.

### Le réseau des Interstate Highways

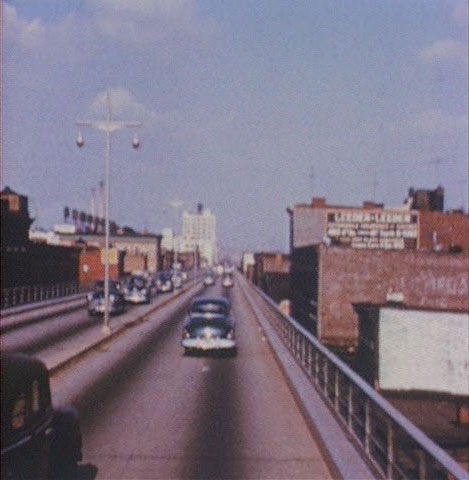
La Gowanus Expressway en 1954. Cette partie était construite au-dessus de la Fifth Avenue Line, déjà elle-même surélevée.

Au milieu des années 1930, la législation américaine sur les autoroutes fédérales alloua un budget pour l'étude et la planification de nouvelles routes, incluant des "super-autoroutes" (superhighways) traversant le pays, et donna au chef du Bureau des Routes Publiques le rôle de communiquer les découvertes et les recommandations faites. Le rapport, rendu en 1939, incluait un vaste plan, qui recommandait notamment d'enterrer ou de surélever les autoroutes urbaines. En 1944, le président Franklin D. Roosevelt répondit par un rapport, nommé Interregional Highways, qui contenait des illustrations représentant ces routes situées au-dessus ou en dessous du niveau du sol. L'illustration des autoroutes surélevées, rappelant la Miller Highway et ses descendantes, montrait notamment des bretelles partiellement situées sur la voie de gauche, une autoroute passant au beau milieu d'un boulevard peuplé, touchant presque les immeubles et des voies destinées au trafic local passant sous la voie rapide. Le rapport incluait également une image de la Govanus Parkway, à l'époque de construction récente, et notait que sa disposition avait un effet minimal sur la communauté avoisinante. (Ce point fut plus tard contesté, et la Govanus Highway est aussi une étude de cas sur la manière dont les autoroutes surélevées divisent les quartiers et contribuent à la ségrégation urbaine.)
Le nom Interregional Highways ouvrit la voie aux Interstate Highways, mentionnées dans un arrêt du Congrès en 1944 qui allouait un budget de 125 millions de dollars aux autoroutes urbaines. L'autorité de tutelle, la Public Roads Administration (PRA) , travailla avec des corporations d'ingénieurs de l'État afin de mettre au point des critères de conception et un plan de construction. Les chefs de la PRA, en particulier Thomas H. Macdonald et Herbert S. Fairbank, étaient spécialement intéressés par les autoroutes urbaines. Des standards de conception innovant à partir de modèles existants furent édictés, rencontrant quelques oppositions. Par exemple, la largeur minimum d'une voie serait de 3,66 mètres, et l'espacement entre les deux sens de circulation serait au minimum de 1,22 mètre (de nouveaux règlements ont plus tard augmenté la taille de cet espace) , la hauteur minimale des ponts serait de 4,27 mètres, la pente recommandée pour les rampes était de 3°, celles-ci devraient se trouver sur le côté droit de la route uniquement et relier seulement des artères à circulation importante. Ces règles ont posé les bases d'une conception optimale des autoroutes aux États-Unis, y compris pour les autoroutes surélevées.

### Situation actuelle
Des voies rapides surélevées se trouvent désormais partout dans le monde, particulièrement dans les aires urbaines centralisées où le volume de trafic et la densité urbaine sont élevées, comme dans les villes d'Amérique et de l'Est et du Sud de l'Asie. Des réseaux entiers d'autoroutes surélevées existent dans les quartiers centraux de villes comme Guangzhou, Bangkok, Osaka, Shanghai, Tokyo et Wuhan.

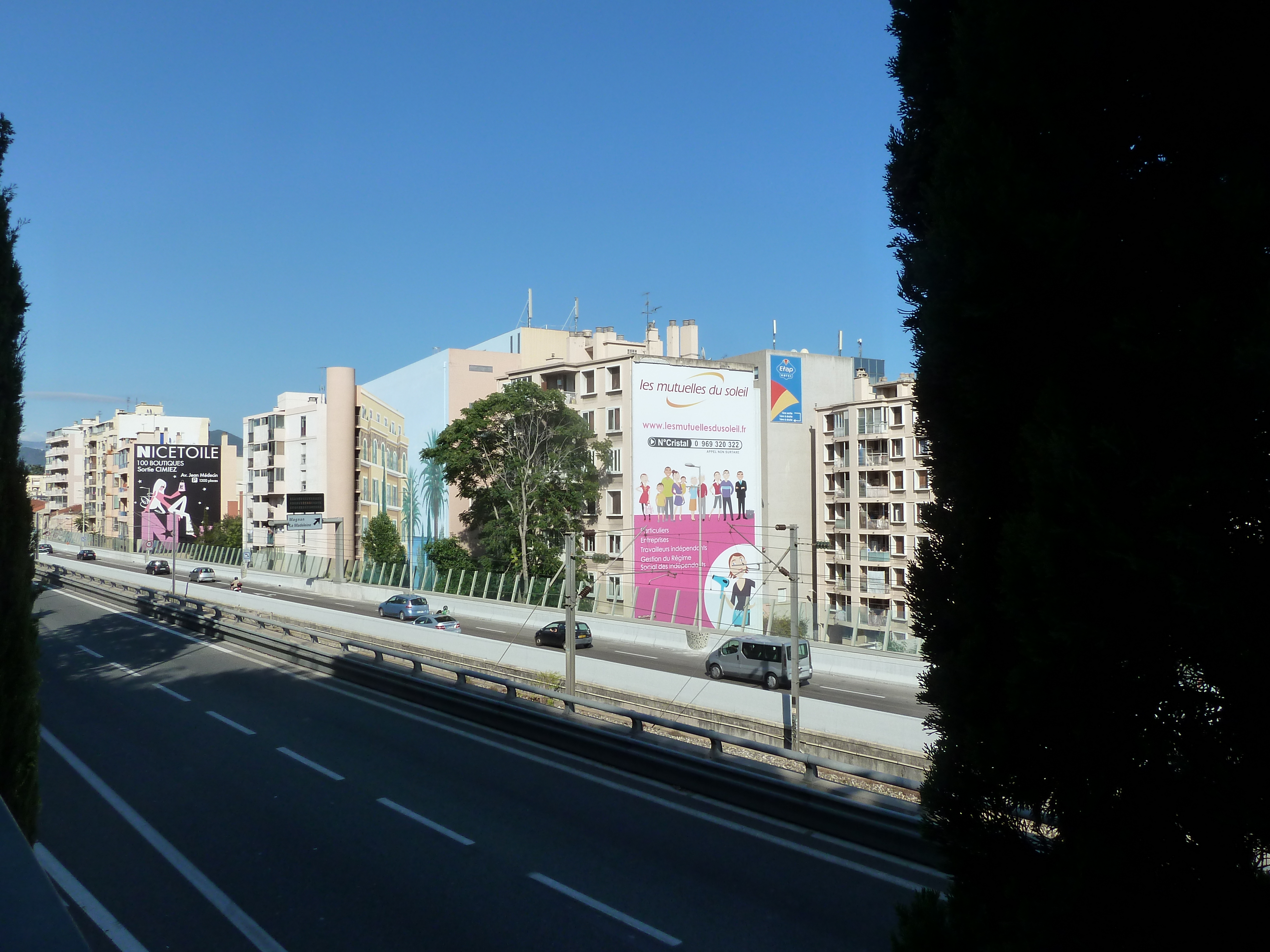
Voie Pierre Mathis à Nice, l'un des rares exemples d'autoroute surélevée en France
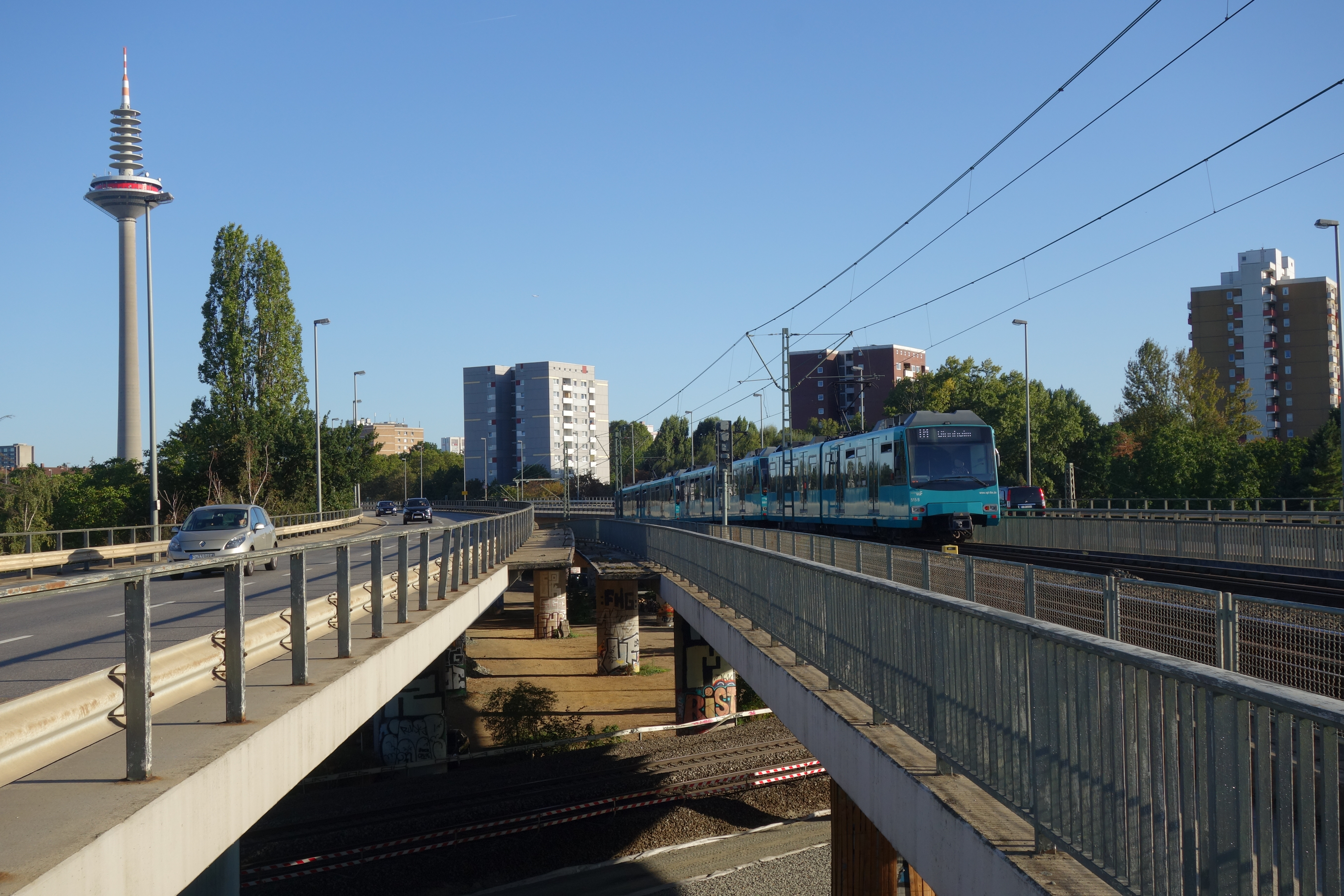
Route surélevée pour autoroute et métro à Rosa-Luxemburg-Straße à Francfort-sur-le-Main
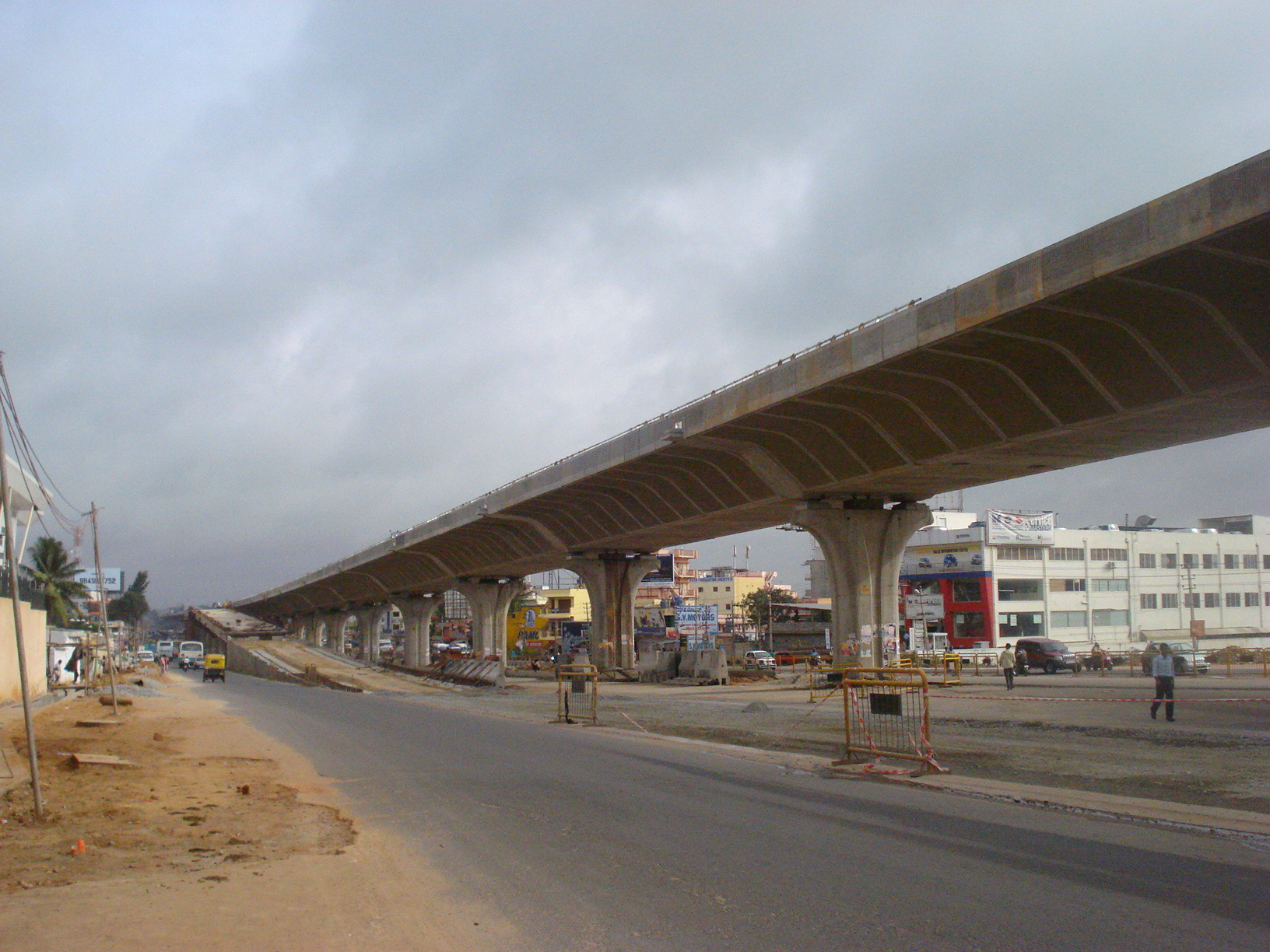
L'autoroute surélevée en construction Electronic City Fly Over à Bangalore, Inde
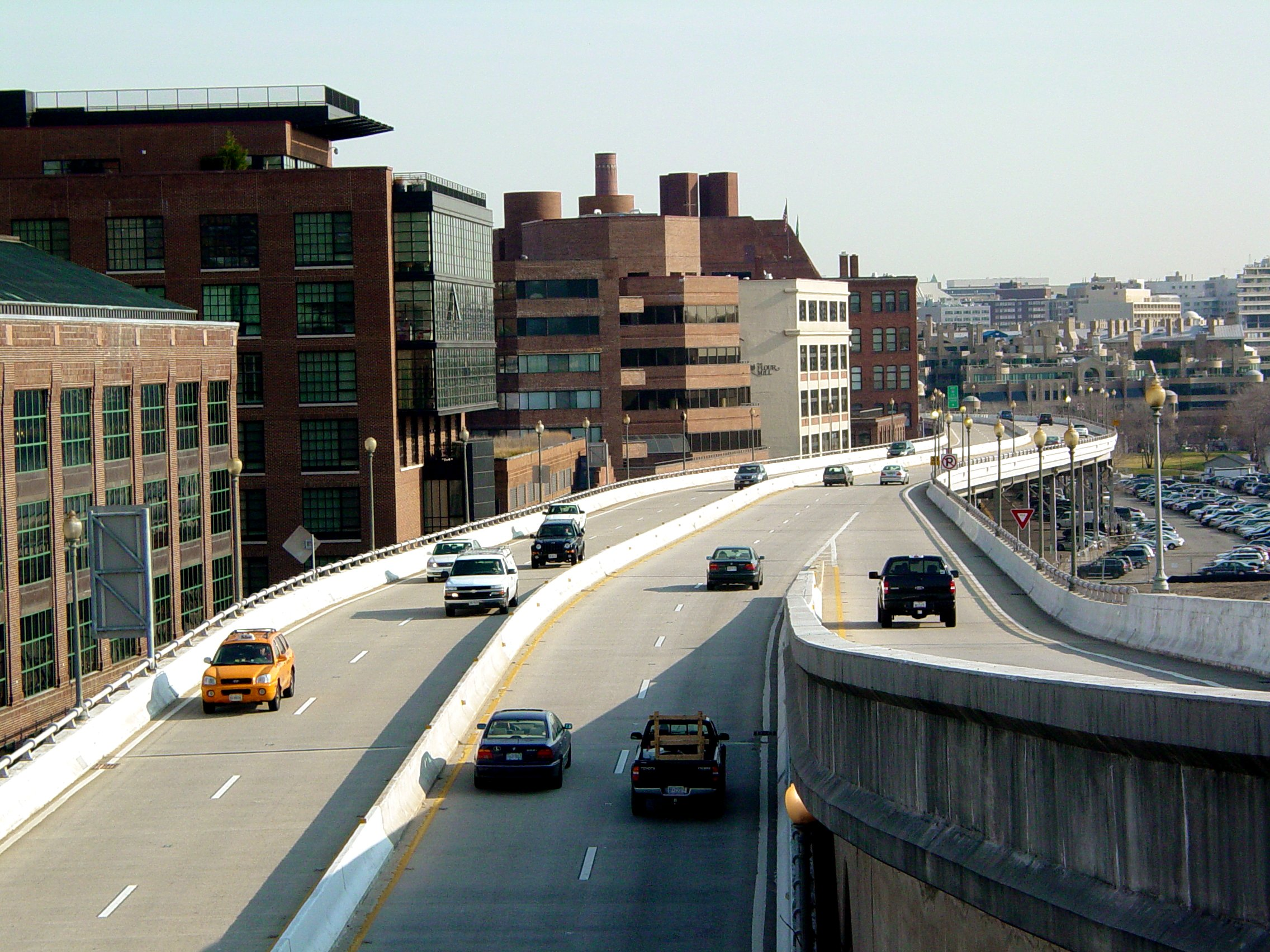
La Whitehurst Freeway de Washington D.C. , une autoroute surélevée traversant le centre-ville comme l'on en trouve dans toutes les grandes villes américaines
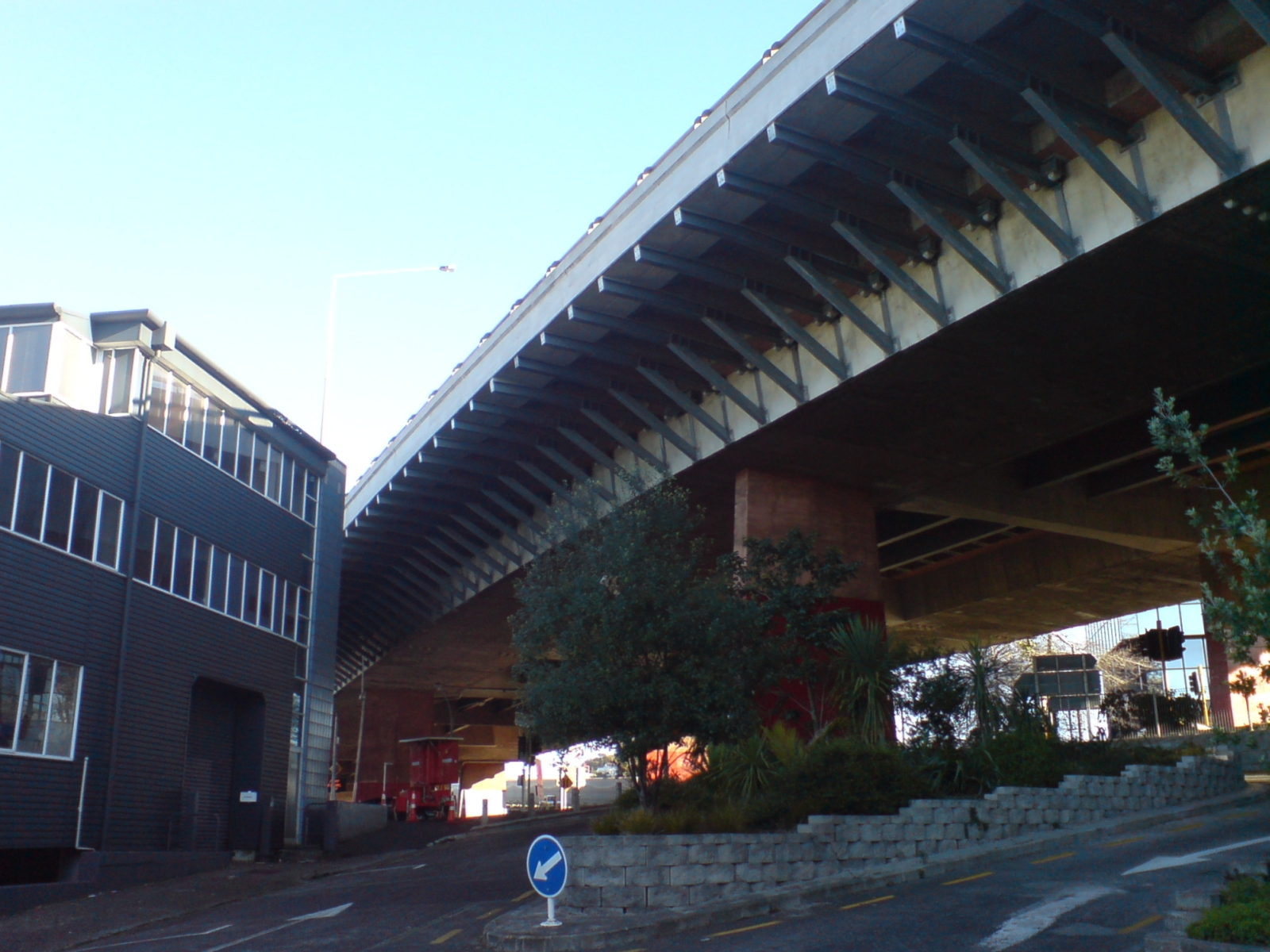
La State Highway 1, une autoroute surélevée néo-zélandaise
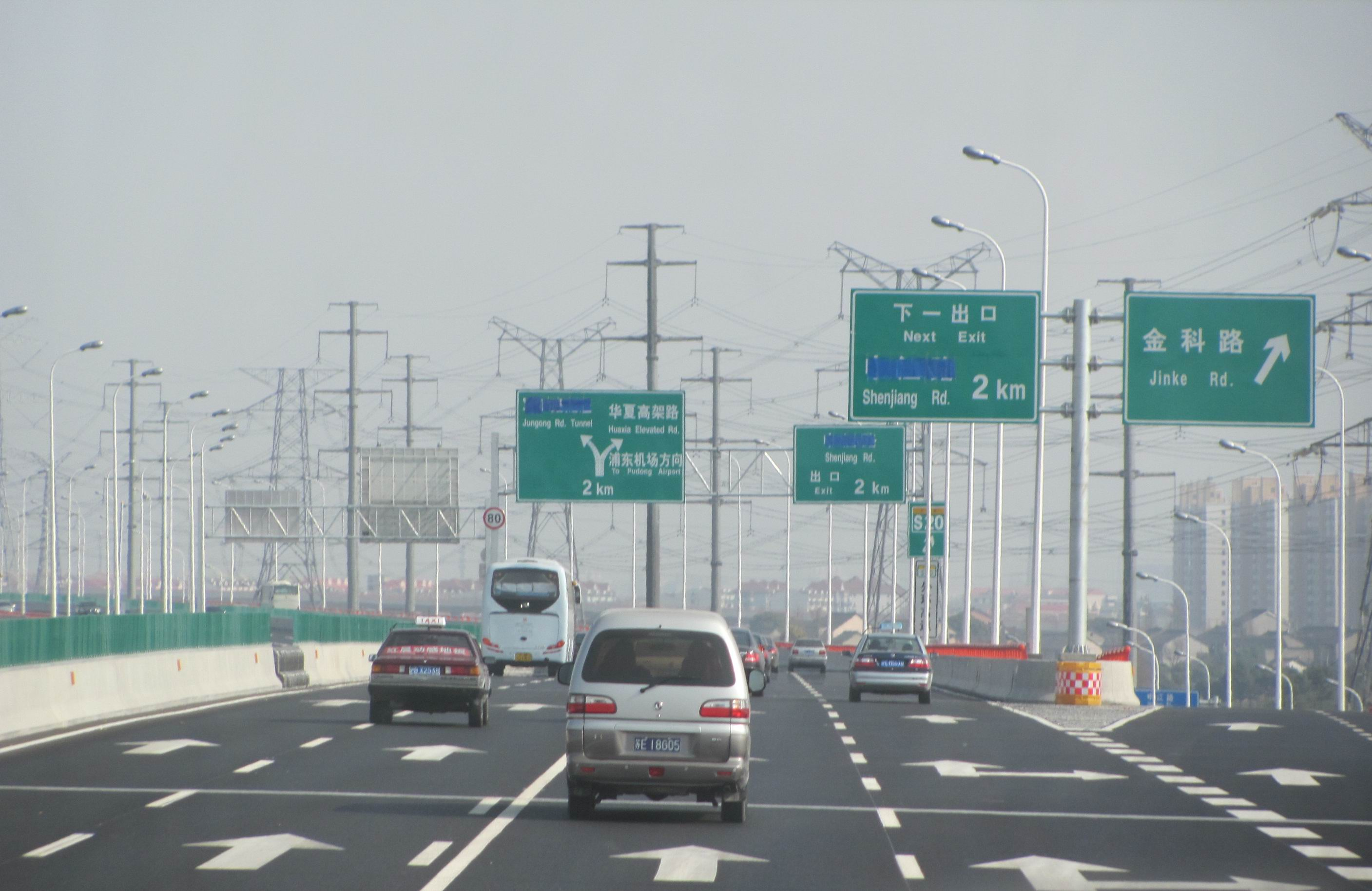
La Huaxia Highway, une autoroute chinoise nouvellement construite de la ville de Shanghaï, desservant le port en eaux profondes de Pudong

## Sources
1. ↑  (en) « Innovative Roadway Design », sur americandreamcoalition-org.adcblog.org, septembre 2006 (consulté le 30 décembre 2017)
2. 1 2  (en-US) « STATE MAY REGULATE TRACKS IN 11TH AVE.; Court Denies Right of City to Disturb New York Central in Use of the Street. », The New York Times,‎ 20 mai 1911 (ISSN 0362-4331, lire en ligne, consulté le 30 décembre 2017)
3. 1 2  (en-US) « MILLER'S CROSSING: THE WEST SIDE ELEVATED HIGHWAY - Forgotten New York », sur forgotten-ny.com (consulté le 30 décembre 2017)
4. ↑  « Removing Freeways - Restoring Cities », sur www.preservenet.com (consulté le 30 décembre 2017)
5. ↑  (en-US) « ENRIGHT ASKS CITY TO BUILD ROAD IN AIR; Suggests a Raised Highway From Battery to the Drive to Relieve Traffic. », The New York Times,‎ 1924 (ISSN 0362-4331, lire en ligne, consulté le 30 décembre 2017)
6. ↑  « History of NJ's First Highway System », 9 décembre 2012 (version du 9 décembre 2012 sur Internet Archive)
7. ↑  (en) Steven Hart, The Last Three Miles : Politics, Murder, and the Construction of America's First Superhighway, New York, The New Press, 2007, 216 p. (ISBN 978-1-59558-098-6)
8. ↑  fhwa.dot.gov
9. 1 2  (en) « Designating the Urban Interstates - Interstate System - Highway History - Federal Highway Administration », sur United States Federal Highway Administration (consulté le 30 décembre 2017)
10. ↑  (en) « Disign Standards 1944 - Designating the Urban Interstates - General Highway History - Highway History - Federal Highway Administration », sur www.fhwa.dot.gov. (consulté le 30 décembre 2017)

- (anglais) Cet article est partiellement ou en totalité issu de l’article de Wikipédia en anglais intitulé « Elevated highway » (voir la liste des auteurs).